# Terence Bernard McGuire
Terence Bernard McGuire (* 19. September 1881 in Moree; † 4. Juli 1957 in Sydney) war ein australischer römisch-katholischer Bischof.

## Leben
Terence B. McGuire wurde als einziger Sohn von Terence McGuire, einem Arzt, und Mary Ann Gormley geboren und hatte eine Schwester, welche dem Orden der Schwestern des barmherzigen Samariters beitrat. Sein Studium absolvierte McGuire am St. Patrick’s College in Manly (Sydney) und am Propaganda-Fide-Kolleg in Rom. Er wurde am 19. März 1904 für das Bistum Lismore zum Priester geweiht. Am 12. Februar 1930 wurde er von Papst Pius XI. zum ersten Bischof von Townsville ernannt. Am 25. Mai 1930 wurde er vom Apostolischen Delegaten von Australien, Bartolomeo Cattaneo, unter Assistenz des Bischofs von Lismore, John Joseph Carroll und von Toowoomba, James Byrne, zum Bischof geweiht. Am 14. Juni 1938 ernannte ihn Pius XI. zum Bischof von Goulburn. Pius XII. benannte am 5. Februar 1948 das Bistum Goulburn in Canberra und Goulburn und erhob es gleichzeitig zum immediaten Erzbistum. Am 4. August trat er als Erzbischof zurück und wurde zum Titularerzbischof von Leontopolis in Augustamnica ernannt. Er starb am 4. Juli 1957 im Lewisham Private Hopital in Sydney und wurde in Goulburn bestattet. 1972 wurde sein Leichnam in die Krypta der St.-Christopher’s-Kathedrale in Manuka, Canberra, übertragen.